# استلا استیونز
استلا استیونز (انگلیسی: Stella Stevens؛ زادهٔ ۱ اکتبر ۱۹۳۸) هنرپیشه، کارگردان و تهیه‌کننده اهل آمریکا است.
او در ۱۷ فوریه ۲۰۲۳ در سن ۸۴ سالگی در لس آنجلس در گذشت.

## گزیده فیلمشناسی
از فیلم‌ها یا برنامه‌های تلویزیونی که وی در آن نقش داشته‌است می‌توان به آثار زیر اشاره کرد.
- دختران! دختران! دختران! (۱۹۶۲)
- پروفسور دیوانه (۱۹۶۳)
- سرود کیبل هوگ (۱۹۷۰)
- ماجرای پوزیدون (فیلم ۱۹۷۲) (۱۹۷۲)
- نیکلودئون (فیلم) (۱۹۷۶)
- هیولا در کمد (۱۹۸۷)
- مادر (۱۹۹۱)
- نظر کرده (فیلم ۲۰۰۴) (۲۰۰۴)
- ستاره پاپ (فیلم) (۲۰۰۵)
- آلفرد هیچکاک تقدیم می‌کند (۱۹۶۰)
- جانی رینگو (مجموعه تلویزیونی) (۱۹۶۰)
- بونانزا (۱۹۶۰)
- بن کیسی (۱۹۶۴)
- خیال باطل (۱۹۹۰)
- آرلیس (۱۹۹۶)